# Burg Gräfgenstein
Die Burg Gräfgenstein (frühere Namen unter anderem Griffgenstein, Greifenstein, Grevenstein und Grevensteyne) ist eine in Teilen erhaltene mittelalterliche Höhenburganlage auf 100 m ü. NN und ein Baudenkmal am Angerbach in Ratingen. Die Burg wird privat bewohnt, als Bauernhof genutzt und kann nur von außen besichtigt werden.

## Lage
Die Burg liegt auf Privatgelände, etwa 700 Meter südöstlich der Ortslage von Eggerscheidt, heute Stadtteil von Ratingen. Durch Eggerscheidt führte der damals bedeutsame Hilinciweg, der mutmaßlich auch für Gräfgenstein von Bedeutung war.
Sie befindet sich etwa 30 m über dem Talgrund und einer dort befindlichen ehemaligen Furtstelle des Flusses Anger. Dieser Fluss bildete auch zeitweise die Grenze zwischen dem Einflussgebiet der Grafen von Berg und dem Kölner Herrschaftsgebiet.

## Geschichte
Ein exaktes Gründungsjahr ist nicht urkundlich belegt. Vermutet wird eine Gründung im 13. Jahrhundert, wobei die Burg als Ministerialsitz und militärischer Stützpunkt der Grafen von Berg diente.
Heimatforscher Volmert berichtete 1975, dass Graf Adolf von Berg das Haus 1254 einer Edelfrau Aleydis von Ecgirsceide und ihren drei Söhnen als Wohnsitz überwiesen habe. Dies ist jedoch eine Falschinformation, die auf einer Urkunde aus demselben Jahr basiert, mit der Graf Adolf IV. von Berg eine Hörige Aleydim de Ecgirsceid mit ihren Söhnen Heinrich, Hermann und Lupert aus seiner Dienstbarkeit entließ und sie als Wachszinsige dem Stift Gerresheim übergab.
Es wird vermutet, dass Gräfgenstein lange Zeit der Ritterfamilie Eggerscheidt als Rittersitz diente. In einem Dokument aus dem 15. Jahrhundert wurde die Burganlage als Griffgenstein bezeichnet. Anfang des 16. Jahrhunderts gehört Gräfgenstein dem Grafen von der Recke, der es wieder an den Angermunder Amtmann Johann Gogreve verkaufte. In der Folge ging es durch diverse Erbschaften und Hochzeiten an seine Tochter Agnes, dann Johann von Binsfeld, dessen Tochter und ihren Ehemann Johann Arnold von Wachtendonk zu Hülsdonk. Später wurde der Besitz an Wirich Gaddum in Ratingen verkauft, dessen Erben es 1750 an Ferdinand von Hochstaden verkauften, der sich selbst „Herr von Gräfgenstein“ nannte.
1860 ging die Burg in den Besitz der Grafen von Spee über. Sie wurde an Landwirte verpachtet, die sie als Bauernhof betrieben. 1949 fand sie sich im Privatbesitz eines Mönchengladbacher Bürgers.
Von 2016 bis 2021 stand die Burg zum Verkauf und fand schließlich einen neuen Eigentümer in der Familie Scheulen aus Willich, die sie seither saniert und im Mai 2022 bezog.

## Bauliches
Die Erbauer der Burg wählten einen Steilhang über der Furtstelle zur Errichtung der Wehranlage. Von den Gebäuden blieben nur die entlang der Hangseite errichteten erhalten. Im Zentrum dieser Gebäude steht noch der viereinhalb geschossige Wohnturm aus unverputzten Bruchsteinen mit einer Traufhöhe von 13,30 m. Angrenzende Baukörper sind nur im Untergeschoss massiv erbaut und dienen als Nebengebäude eines landwirtschaftlichen Betriebes. Wehrmauern, Tor und Gräben auf der Zugangsseite im Norden sind nicht mehr vorhanden. Auf der Westseite fällt ein flacher kleiner Hügel ins Auge, der archäologisch bisher nicht untersucht wurde und eventuell der Überrest eines zweiten Turmes ist.